# Dio vede e provvede
Dio vede e provvede è stata una serie televisiva italiana, trasmessa in prima visione dal 1996 al 1998.

## La serie
Questa fiction televisiva racconta le avventure della protagonista Suor Amelia, interpretata da Angela Finocchiaro.
Ha origine dal successo dei film tv omonimi, di cui però faceva parte la sola Finocchiaro.
Andata in onda originariamente su Canale 5 e poi su Italia 1, la serie è stata premiata con un Telegatto nel 1997, è stata trasmessa più volte sulle reti Mediaset e nel 2011 è tornata in onda nel palinsesto di LA7.

## Trama
Amelia è una prostituta in fuga dalla polizia che si rifugia in un convento, prendendo il posto di una novizia. Nonostante scopra di non essere più ricercata dalle autorità, la donna decide di rimanere nella comunità religiosa, con il nome di Suor Amelia, aiutando le suore e le bambine che queste accudiscono. Nel corso della serie l'intervento della bizzarra protagonista sarà fondamentale per le religiose, il cui convento rischia di dover cedere il posto ad un lussuoso resort. Per Amelia, nonostante le varie peripezie, questa sarà l'occasione per scoprire una nuova vita rispetto al passato.
Nel corso della prima stagione, si scoprirà inoltre, che la protagonista, oltre ad avere una figlia di nome Dorotea, ha anche una sorella gemella, Giuditta, che crede vivere in Australia. Quest'ultima, nella seconda stagione rientrerà in Italia, contribuendo a creare non pochi equivoci alla sorella e cercando in ogni modo di farle abbandonare il convento. L'obiettivo di Giuditta, infatti, è quello di ottenere la preziosa eredità dello zio Gastone, burbero e incallito mangiapreti che lascerà il tutto alle due sorelle, a patto che Amelia rinunci alla vocazione religiosa.
Partecipano nei singoli episodi: Fiorello, Tony Sperandeo, Franz Di Cioccio, Lino Toffolo, Marina Massironi, Angelo Infanti e Demetra Hampton.

## Episodi
| Stagione         | Episodi | Prima TV |
| ---------------- | ------- | -------- |
| Prima stagione   | 7       | 1996     |
| Seconda stagione | 12      | 1998     |

## La sigla
La sigla di testa della prima stagione, dal titolo Dio vede e provvede, è cantata da Fausto Leali e Lighea. Il brano è presente nell'omonimo album, edito da RTI Music, contenente le diverse tracce della colonna sonora, a cui hanno collaborato vari artisti. Tra questi si segnalano: Fiorello (che compare nell'episodio Sogni proibiti cantando il brano Ci vuole amore), Fabio Concato, Antonella Ruggiero, Paolo Belli, Franz Di Cioccio (presente nell'episodio Sei suore e un bebè con il brano È già Natale).